# Poecilocloeus peruvianus
Poecilocloeus peruvianus är en insektsart som beskrevs av Marius Descamps 1976. Poecilocloeus peruvianus ingår i släktet Poecilocloeus och familjen gräshoppor. Inga underarter finns listade i Catalogue of Life.